# Shoin-zukuri

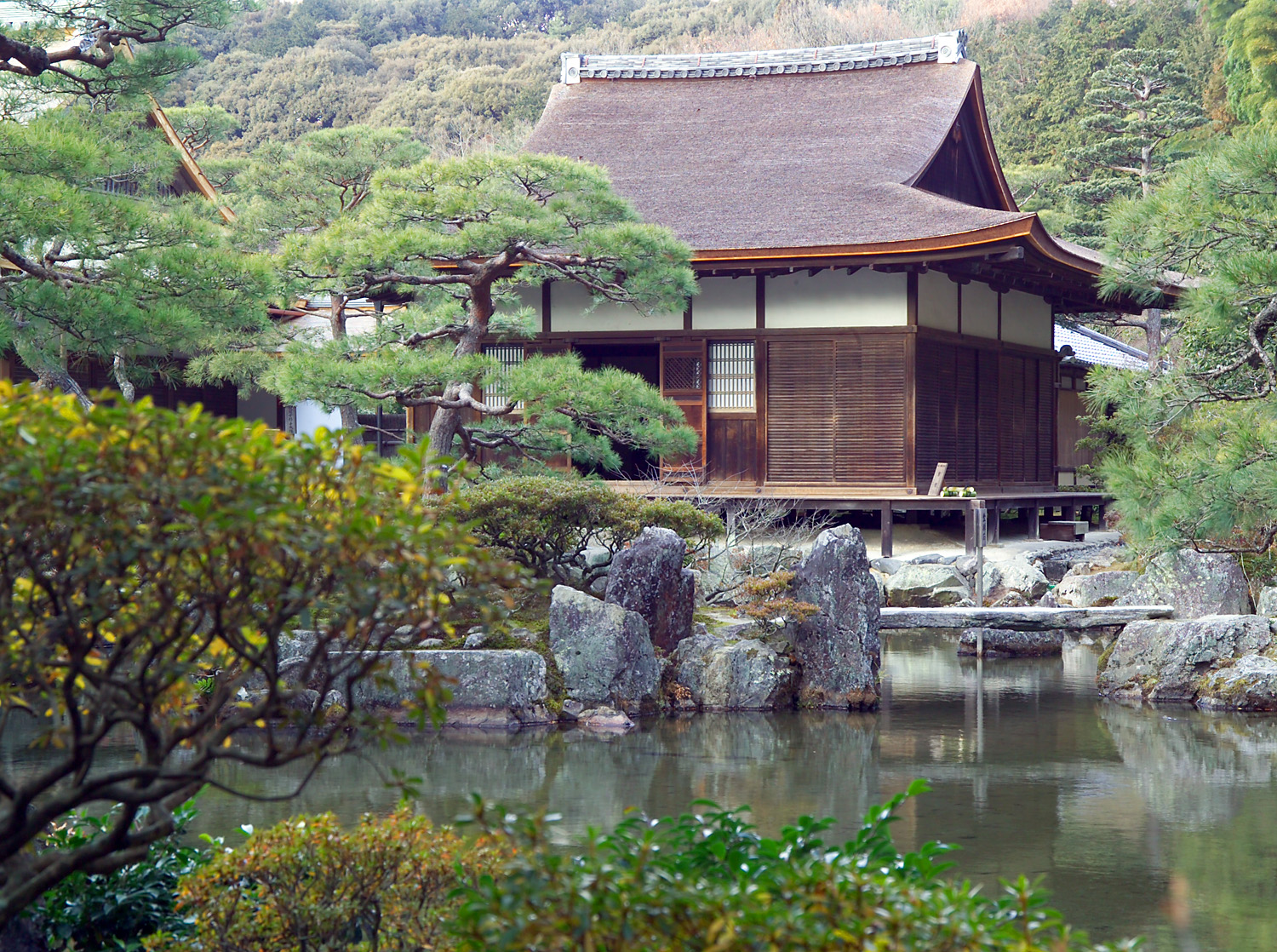
Le tōgu-dō de Ginkaku-ji est le plus ancien exemple existant du shoin-zukuri.

Le shoin-zukuri (書院造) est un style de l'architecture résidentielle japonaise utilisé dans les demeures des militaires, les salles des invités des temples et les quartiers des abbés zen des époques Azuchi-Momoyama (1568-1600) et Edo (1600-1868). Il constitue la base des maisons de style traditionnel du Japon moderne.
L'incorporation de poteaux carrés et de sols entièrement recouverts de tatamis est caractéristique du développement du shoin-zukuri. Le style tire son appellation du terme shoin, qui renvoyait à l'origine à un bureau et à une pièce pour les cours sur les sūtras à l'intérieur d'un temple, mais qui plus tard en est venu à désigner simplement un salon ou une étude. 

## Histoire

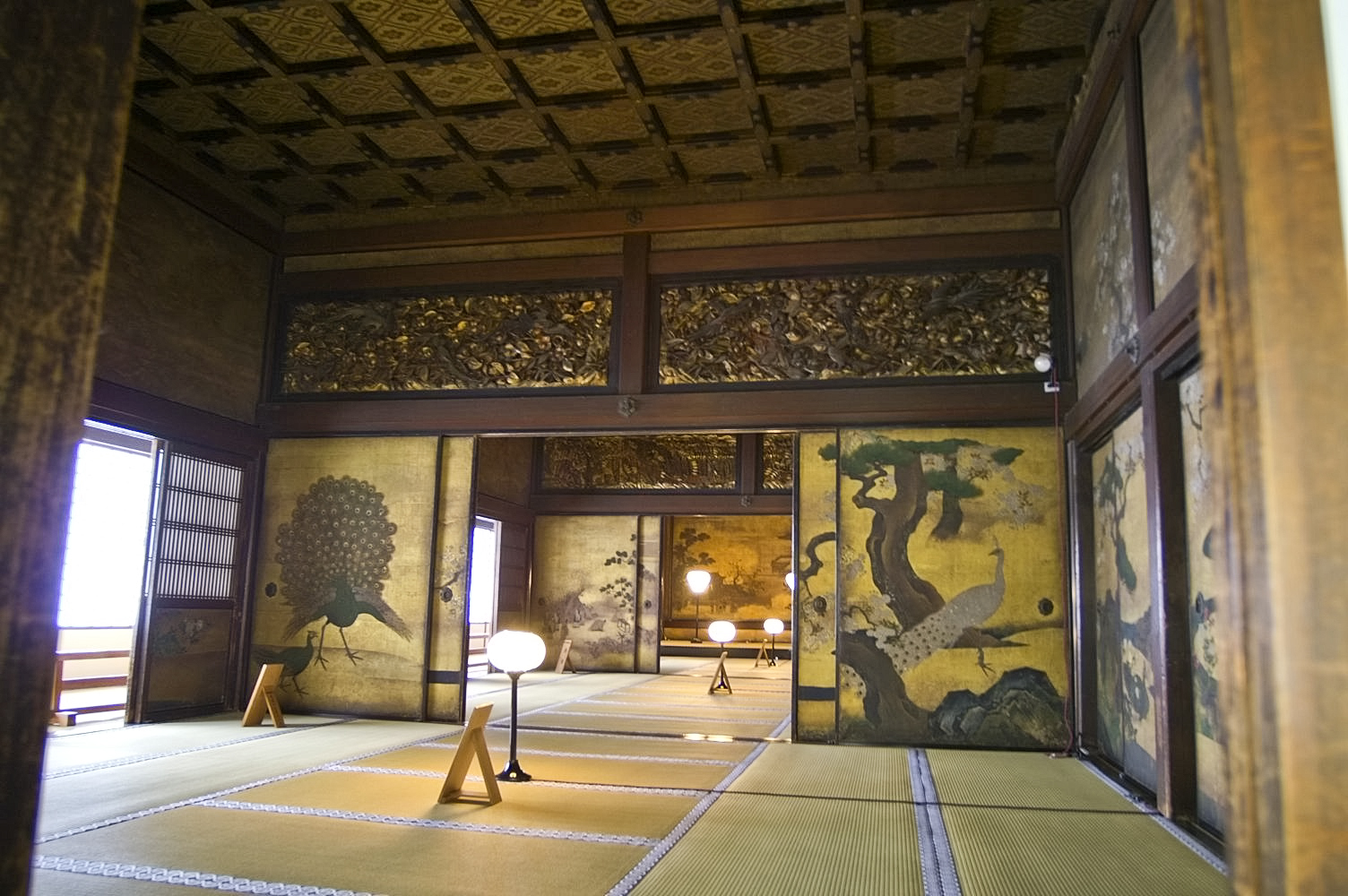
Shiro-shoin au Nishi Hongan-ji.

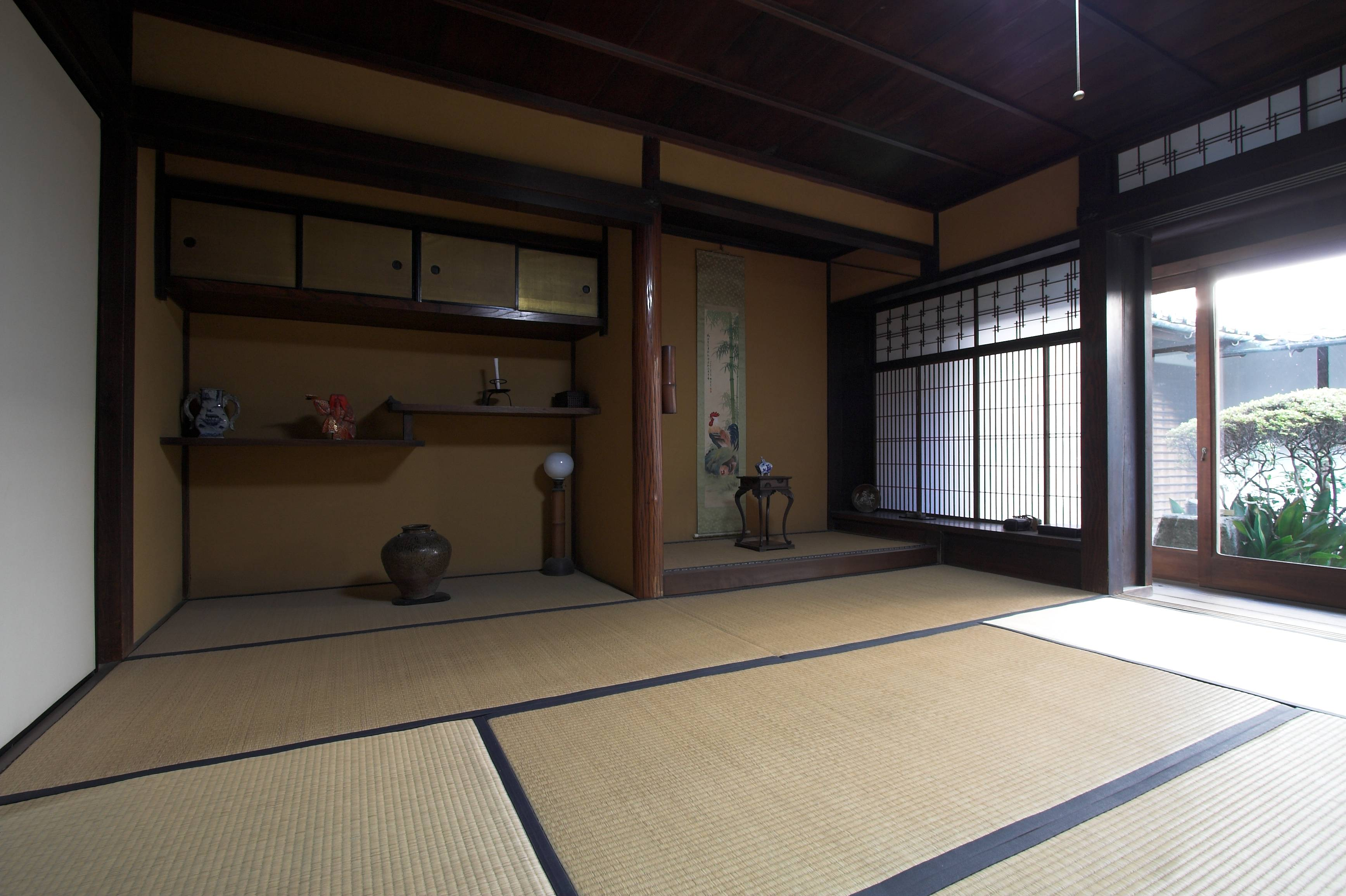
Shoin-zukuri.

Les conceptions de base pour les maisons d'habitation japonaises traditionnelles d'aujourd'hui[C'est-à-dire ?] avec sols couverts de tatamis ont été établies à la fin de l'époque Muromachi et précisées durant l'époque Azuchi Momoyama qui a suivi,. Le shoin-zukuri, nouveau style architectural influencé par le bouddhisme zen, s'est développé à cette époque à partir du shinden-zukuri des palais du début de l'époque de Heian, et du style résidentiel ultérieur privilégié par la classe guerrière durant l'époque de Kamakura,,. Le terme shoin (書院), qui signifie« salle d'étude » ou « salon », a été utilisé pour désigner les salles de réception dans les résidences de l'élite militaire ainsi que les salles d'étude dans les monastères,.
Un shoin possède un noyau central entouré d'allées et de plus petites zones séparées par des fusuma (portes coulissantes), ou des séparations shōji faites de papier sur un cadre ou l'équivalent en bois, 舞良戸 (mairado) et 杉戸 (sugido). La salle de réception principale se distingue par des caractéristiques spécifiques : une alcôve en retrait (tokonoma), des étagères en quinconce, un bureau encastré et des portes coulissantes décorées,. En général, la salle de réception est couverte d'un tatami d'un mur à l'autre, avec des piliers en biseau, un plafond à moulure et/ou à caissons et des volets en bois protégeant de la pluie (雨戸, amado),. Le hall d'entrée (genkan) apparaît comme élément de l'architecture résidentielle durant l'époque Azuchi Momoyama.
Le plus ancien bâtiment de style shoin qui reste est le Togudo du Ginkaku-ji de 1485. On compte aussi deux salles d'hôtes de Mii-dera parmi les exemples du début du style shoin, également appelé shuden. Au début de l'époque d'Edo, le shoin-zukuri atteint son plein épanouissement et se répand au-delà des résidences de l'élite militaire. Le style shoin plus formel de cette époque est manifeste dans les caractéristiques du palais Ninomaru au château de Nijō ainsi qu'au shoin de Nishi Hongan-ji (voir photos ci-dessus),.
Le style plus simple utilisé dans l'architecture des maisons de thé pour la cérémonie du thé, se développe en parallèle avec le shoin-zukuri. Au XVIe siècle, Sen no Rikyū établit un style « cabane en herbe » (草庵, sōan) spécifique des maisons de thé, caractérisées par leurs dimensions réduites (habituellement de deux à huit tatami), l'utilisation de matériaux naturels et une apparence rustique. Ce style de salon de thé, illustré par les salons de thé Joan et Taian[C'est-à-dire ?], est influencé par le style des fermes japonaises[C'est-à-dire ?] et le style shoin qui comprend des sols couverts de tatamis, des alcôves en retrait (tokonoma) ainsi qu'une ou plusieurs antichambres pour les préparations.

## Sukiya-zukuri
Au début de l'époque d'Edo, les caractéristiques des styles des maisons de thé et du shoin commencent à se mélanger. Le résultat en est une version informelle du style shoin appelée 数寄屋造 (sukiya-zukuri),. Le style sukiya-zukuri possède une alcôve décorative typique avec une tablette et utilise des bois tels que le cèdre, le pin, le tsuga, le bambou et le cyprès, souvent avec des surfaces rugueuses sur lesquelles est conservée l'écorce. Comparés aux avant-toits du style shoin, ceux du style sukiya se courbent vers le bas. Alors que le style shoin est approprié à l'architecture d'apparat, il devient trop imposant pour les bâtiments résidentiels. En conséquence, le style moins formel sukiya est employé pour les manoirs de l'aristocratie et des samouraïs après le début de l'époque d'Edo,.